# Manuel Arias y Porres
Manuel Arias y Porres (Alaejos, 1º novembre 1638 – Siviglia, 16 novembre 1717) è stato un cardinale e arcivescovo cattolico spagnolo.

## Biografia
Nacque nel 1638.
Papa Clemente XI lo elevò al rango di cardinale nel concistoro del 30 gennaio 1713.
Morì il 16 novembre 1717.

## Genealogia episcopale e successione apostolica
La genealogia episcopale è:
- Cardinale Guillaume d'Estouteville, O.S.B.Clun.
- Papa Sisto IV
- Papa Giulio II
- Cardinale Raffaele Sansone Riario
- Papa Leone X
- Papa Paolo III
- Cardinale Francesco Pisani
- Cardinale Alfonso Gesualdo di Conza
- Papa Clemente VIII
- Cardinale Pietro Aldobrandini
- Cardinale Laudivio Zacchia
- Cardinale Antonio Barberini, O.F.M.Cap.
- Cardinale Marcantonio Franciotti
- Cardinale Giambattista Spada
- Cardinale Carlo Pio di Savoia
- Arcivescovo Giacomo Palafox y Cardona
- Cardinale Luis Manuel Fernández de Portocarrero-Bocanegra y Moscoso-Osorio
- Patriarca Pedro Portocarrero y Guzmán
- Cardinale Manuel Arias y Porres, O.S.Io.Hieros.

La successione apostolica è:
- Vescovo Pedro Francisco Levanto Vivaldo (1703)